# Fum el Uad
Fum el Uad (en árabe: فم الواد‎, en francés: Foum El Oued) es un municipio del Sáhara Occidental controlado por Marruecos, en la provincia del Aaiún. Hasta 1976 perteneció al Sahara español.